# Александровское (Вытегорский район)
Алекса́ндровское — село в Вытегорском районе Вологодской области.
Входит в состав Анненского сельского поселения, с точки зрения административно-территориального деления — в Анненский сельсовет.
Расположено на правом берегу реки Ковжа. В селе находился шлюз Св. Александра, один из двух ограничивающих Мариинский канал - водораздельный плёс Мариинской водной системы.
Расстояние по автодороге до районного центра Вытегры — 48 км, до центра муниципального образования села Анненский Мост — 7 км. Ближайшие населённые пункты — Конецкая, Костручей, Павшозеро.
По переписи 2002 года население — 265 человек (136 мужчин, 129 женщин). Преобладающая национальность — русские (94 %).

## Экономика

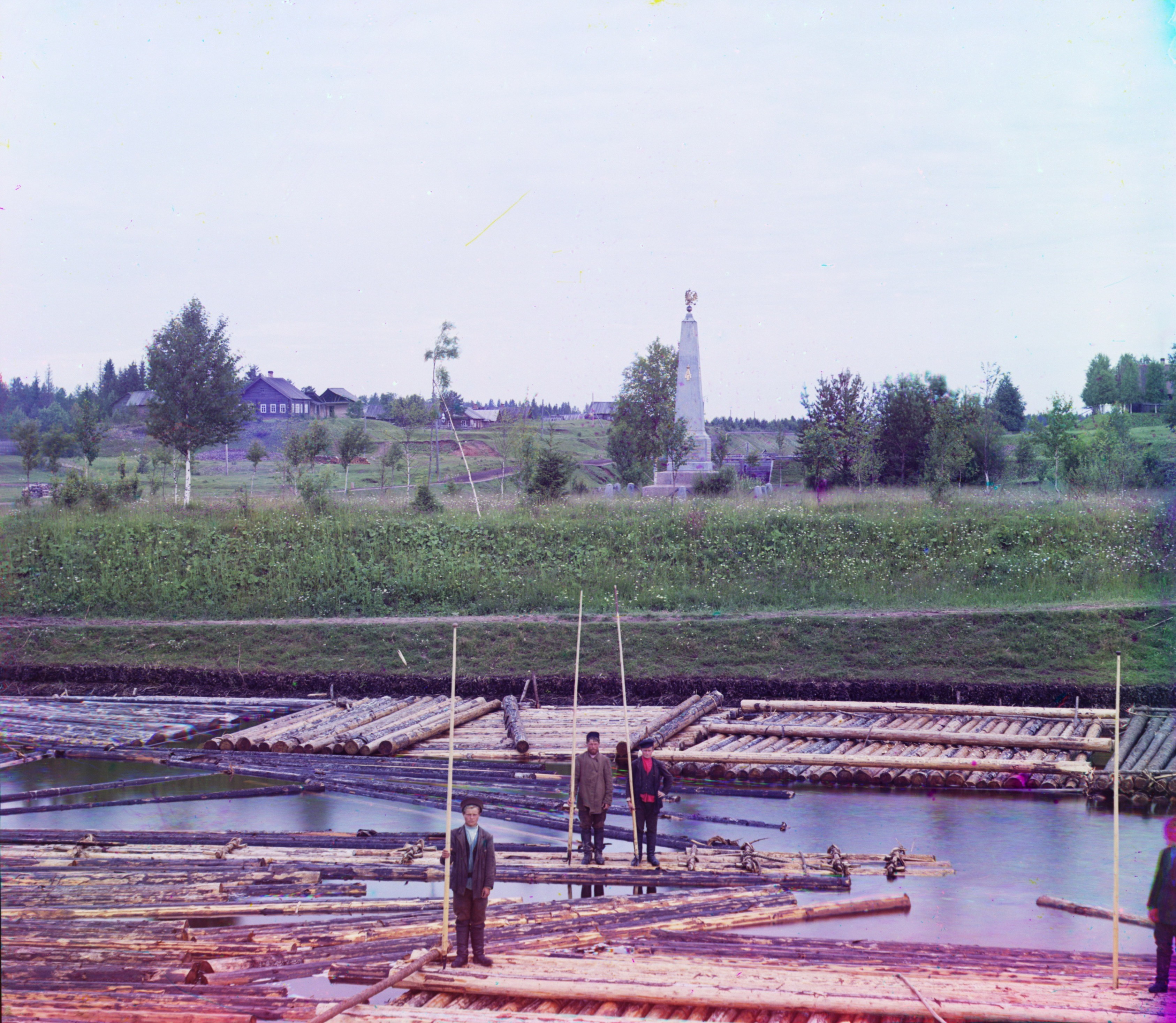
Памятник на Ново-Мариинском канале. Фото 1909 г. Стоял у села до 1960-х гг.

В селе расположено сырьевое подразделение ОАО Северсталь – Белоручейское рудоуправление, осуществляущее добычу флюсового известняка открытым способом на Ковжинском участке Белоручейского месторождения.
Перевозка известняков в Череповец осуществляется водным путём по Волго-Балту.